# James J. Rorimer
James J. Rorimer (1905–1966), était un conservateur de musée américain. Il dirigea le Metropolitan Museum of Art de New York.

## Biographie
Diplômé de l'université Harvard en 1927, James Rorimer fut immédiatement engagé par le Met où il passera le reste de sa carrière. Il fut d'abord assistant au sein du département des Arts décoratifs puis gravit rapidement les échelons pour devenir conservateur des collections médiévales en 1934. Il reprit le projet du musée des Cloîtres cher à Joseph Breck. Lors de son ouverture en 1938, Rorimer devint son conservateur et acheta de nouvelles pièces afin d'étoffer les collections, parmi lesquelles la tapisserie de La Chasse à la licorne.
Il s'engagea dans l'infanterie en 1943 puis fut appelé à servir dans le Monuments, Fine Arts, and Archives program de la septième armée et s'occupa des œuvres volées par les Nazis pendant la Seconde Guerre mondiale, et stockées particulièrement dans les mines de sel de Merkers-Kieselbach, au Château de Neuschwanstein en Allemagne ou dans les mines de sel de Altaussee en Autriche.
Après la guerre, Rorimer fut nommé directeur des Cloîtres en 1949. Il remplaça Francis Henry Taylor en 1955 comme nouveau directeur du Met. Pendant ses 11 années à ce poste, le musée acquit quelques-unes de ses plus belles pièces, comme la toile de Rembrandt, Aristote Contemplant le Buste d'Homère. Durant cette période, la fréquentation du musée passa de deux millions à six millions de visiteurs annuels. Rorimer mourut dans son sommeil en 1966, d'une crise cardiaque.

## Dans la culture populaire
La vie de James Rorimer a inspiré le personnage de James Granger, interprété par Matt Damon, dans le film du comédien-réalisateur George Clooney : Monuments Men (2014).